# Harpactirella
Harpactirella é um gênero de tarântula, descrito por William Frederick Purcell em 1902. Este gênero inclui 12 espécies endêmicas na África do Sul e Marrocos.

## Espécies
Este gênero inclui as seguintes espécies:
- Harpactirella domicola Purcell, 1903
- Harpactirella helenae Purcell, 1903
- Harpactirella insidiosa (Denis, 1960)
- Harpactirella karrooica Purcell, 1902
- Harpactirella lapidaria Purcell, 1908
- Harpactirella lightfooti Purcell, 1902
- Harpactirella longipes Purcell, 1902
- Harpactirella magna Purcell, 1903
- Harpactirella overdijki Gallon, 2010
- Harpactirella schwarzi Purcell, 1904
- Harpactirella spinosa Purcell, 1908
- Harpactirella treleaveni Purcell, 1902